# 長村航希
長村 航希（おさむら こうき、1994年1月17日 - ）は、日本の俳優、元子役。
愛知県名古屋市出身。N.A.C.名古屋 →ブルーミングエージェンシー→東宝芸能を経て、アルファエージェンシー所属。

## 略歴・人物
2003年に劇団四季のミュージカル『ライオンキング』のヤングシンバ役で子役としてデビュー。
2020年7月17日付で株式会社アルファエージェンシーに所属した。同日、同事務所に所属したことを報告。
身長169.7cm。
特技はタップダンス、ジャズダンス、歌唱。
内藤剛志の出演作品である『科捜研の女』『警視庁・捜査一課長』『新・十津川警部シリーズ』において、内藤が演じる人物の若年期を演じている。

## 出演

### テレビドラマ
- 新キッズ・ウォー（2005年8月1日 - 9月30日、TBS） - 塚本健 役
- アイシテル〜海容〜第10話（2009年6月17日、日本テレビ） - 及川 役
- チャレンジド（2009年10月10日 - 11月7日、NHK総合） - 谷田部好 役
- 15歳の志願兵（2010年8月15日、NHK総合） - 松下 役
- 大切なことはすべて君が教えてくれた（2011年1月17日 - 3月28日、フジテレビ） - 相沢航希 役
- 東京駅お忘れ物預り所6（2013年6月29日、テレビ朝日） - レイジ 役
- 東京が戦場になった日（2014年3月15日、NHK総合） - 瀬川誠 役
- 縁側刑事・弍〜銃の重さ〜（2015年4月27日、TBS）
- ボクの妻と結婚してください。 第3話（2015年5月24日、NHK BSプレミアム）
- 私が愛する日本人へ〜ドナルド・キーン 文豪との70年〜（2015年10月10日、NHK総合）
- 世にも奇妙な物語 25周年記念! 秋の2週連続スペシャル 傑作復活編「思い出を売る男」（2015年11月21日、フジテレビ） - 長谷川直人（高校時代） 役
- 日本のヴァイオリン王〜名古屋が生んだ世界のマエストロ 鈴木政吉物語〜（2016年2月14日、東海テレビ） - 鈴木喜久雄 役
- 科捜研の女 第15シリーズ 第13話（2016年2月25日、テレビ朝日） - 土門薫（17歳） 役
- ゆとりですがなにか（2016年4月17日 - 6月19日、日本テレビ） - 舎弟（豊臣吉男） 役
  - ゆとりですがなにか 純米吟醸純情編（2017年7月2日、9日）
- 牙狼-GARO- -魔戒烈伝- 第7話（2016年5月21日、テレビ東京） - イブキ 役
- 司法教官・穂高美子5（2016年10月29日、テレビ朝日）
- 警視庁・捜査一課長 Season2 最終話（2017年6月22日、テレビ朝日） - 大岩純一（運転担当時代） 役[5]
- 連続テレビ小説（NHK）
  - ひよっこ 第107話（2017年8月4日） - そば屋店員 役
  - おかえりモネ（2021年） - AD・等々力 役
- 大河ドラマ（NHK）
  - おんな城主 直虎（2017年） - 弥七郎 役
  - 青天を衝け（2021年） - 佐々木勇之助 役[6]
- 妖怪! 百鬼夜高等学校（2018年10月18日 - 12月28日、BS日テレ） - かまいたち 役
- 今日から俺は!! 第8話（2018年12月2日、日本テレビ） - 北林 役
- イノセンス 冤罪弁護士 第2話（2019年1月26日、日本テレビ） - 韮山雄二 役
- 詐欺の子（2019年3月23日、NHK総合） - 遠山元宏 役
- 十津川警部シリーズ8（2019年3月25日、TBS） - 十津川省三〈青年期〉 役
- ピュア!〜一日アイドル署長の事件簿〜 (2019年8月13日 - 15日、NHK総合） - 西沢欣二 役
- 絶メシロード（2020年1月25日 - 4月11日、テレビ東京） - 堀内正人 役
  - 絶メシロード 2021年元日スペシャル（2020年1月2日）
  - 絶メシロード season2 第5話（2022年9月24日）
- 親バカ青春白書（2020年、日本テレビ）
- この恋あたためますか（2020年10月20日 - 12月22日、TBS） - 土屋弘志 役[7]
- 一億円のさようなら 第5話（2020年10月25日、NHK BSプレミアム・BS4K） - 山下久志 役
- ホメられたい僕の妄想ごはん（2021年7月11日・25日・8月8日・29日 / 9月5日、BSテレ東） - カップル / 長村（声）役
- ムショぼけ（2021年10月3日 - 12月12日、朝日放送テレビ） - しょうぞう 役
- パンドラの果実科学犯罪捜査ファイル Season1 第3話（2022年5月7日、日本テレビ） - 赤井 役
- 相棒 Season21 第4話（2022年11月2日、テレビ朝日） - 久保ミツル 役
- アイドル誕生 輝け昭和歌謡（2023年12月1日、NHK BSプレミアム4K / 2024年1月2日、NHK BS）
- お別れホスピタル（2024年2月3日 - 2月24日、NHK総合） - 南啓介 役[8]
- 花咲舞が黙ってない 第3シリーズ 第8話 （2024年6月1日、日本テレビ） - 佐倉大吾 役
- パンドラの果実〜科学犯罪捜査ファイル〜 最新章SP （2024年6月16日〈予定〉、日本テレビ）[9]
- 潜入兄妹 特殊詐欺特命捜査官 第4話（2024年10月26日、日本テレビ） - 阿部文哉 役[10]
- イグナイト -法の無法者- 第1話（2025年4月18日、TBS） - 山上光輝 役[11]

### 配信ドラマ
- THE LAST COP/ラストコップ 第4話（2015年7月3日、Hulu）
- 福家堂本舗 -KYOTO LOVE STORY-（2016年10月、Amazonプライム・ビデオ）
- 呪怨:呪いの家（2020年7月3日、Netflix） - 桂木雄大 役
- パンドラの果実〜科学犯罪捜査ファイル〜 Season3（2024年6月16日〈予定〉 - 、Hulu）[9]

### 映画
- 忍たま乱太郎（2011年7月23日、ワーナー・ブラザース） - 食満留三郎 役
- 遺体 明日への十日間（2013年2月23日、ファントム・フィルム） - 高橋圭吾 役
- 暗殺教室（2015年3月21日、東宝） - 岡島大河 役
  - 暗殺教室〜卒業編〜（2016年3月25日、東宝）
- Lottery&Guys（2015年8月22日）
- NORIN TEN〜稲塚権次郎物語〜（2015年9月19日、アークエンタテインメント） - 稲塚権次郎（少年期） 役
- 人狼ゲーム クレイジーフォックス（2015年12月5日、AMGエンタテインメント） - 菅原広大 役 [12]
- 母と暮せば（2015年12月12日、松竹）
- 俳優 亀岡拓次（2016年1月30日、日活）
- うさぎ追いし〜山極勝三郎物語〜（2016年12月17日、新日本映画社）
- しまこと小豆島（2016年） - 勘太 役
- 過ぎて行け、延滞10代（2017年12月2日、モラモラプレス) - コーヘイ 役[13]
- 東映 presents HKT48×48人の映画監督たち「夏の夢の恋人」（2017年11月24日、東映）
- 闇金ドッグス9(2018年5月19日、AMGエンタテインメント) - 矢作まもる 役[14]
- 超・少年探偵団NEO -Beginning-（2019年10月25日）[15]
- サイレント・トーキョー（2020年12月4日） - 横山 役
- 無頼（2020年12月12日） - 青年期山科 役
- MONDAYS/このタイムループ、上司に気づかせないと終わらない（2022年10月28日、パルコ） - 遠藤拓人 役
- 生きててごめんなさい（2023年2月3日、渋谷プロダクション） [16]
- きみとまた（2023年8月18日）[17]
- 恐解釈 桃太郎（2023年12月8日）[18]
- 「桐島です」（2025年7月4日）[19]

### CM
- ロート製薬「OXY　オキシー」（2010年3月 - 2011年3月）
- 日本コカ・コーラ ジョージア「おきろ夢」篇（2013年1月）
- LINEゲットリッチ「決めようぜ」篇（2015年4月）
- マンダム ギャツビー ボディペーパー「使ってる篇」（2016年3月）

### MV
- Q'ulle「アルカライト」（2017年12月20日）[20]
- 松室政哉「きっと愛は不公平」（2018年2月21日）[21]

### ラジオドラマ
- 青春アドベンチャー（NHK-FM）
  - 「人喰い大熊と火縄銃の少女」（2015年7月13日 - 24日）[22]
  - 「アゴラ６９ ～僕らの詩（うた）～」（2021年4月5日 - 16日） - 加藤ツヨシ 役[23]
- 特集オーディオドラマ
  - 「真夜中のプラネタリウム」（2022年12月24日）[24]

### テレビアニメ
- 戦国鳥獣戯画（2016年10月、KCB 他） - 福島正則 役 [25]

### 舞台
- 劇団四季「ライオンキング」（2003年8月 - 2005年5月） - ヤングシンバ 役
- 渋谷アリス（2009年3月）
- TAPPERS RIOT vol.2（2009年8月）
- 春の修学旅行『妖怪! 百鬼夜高等学校』～一条通と付喪神～（2019年2月 - 3月） - かまいたち 役（ゲスト）
- エンジェルス・イン・アメリカ（2023年） - ルイス 役[26]